# سيتالوبرام
سيتالوبرام (بالإنجليزية: Citalopram)‏ هو دواء مضاد للاكتئاب من مجموعة مثبطات إعادة امتصاص السيروتونين الاختيارية (Selective Serotonin Reuptake Inhibitors – SSRI). الاستعمالات الإضافية لهذا الدواء تشمل: معالجة الاضطراب الوسواس القهري (Obsessive - Copulsive Disorder)، اضطراب الهلع (Panic Disorder) الذي حصل في عام 1998، والمتلازمة السابقة للحيض (Premenstrual Syndrome).
يُحفَظ الدَّواءُ في درجة حَرارة الغُرفة، بَعيداً عن الضَّوء وعن الرُّطوبة، ولا يجري تخزينُه في الحمَّام أو المطبخ.
الآثار الجانبية الأساسية للسيتالوبرام تشمل: الغثيان، الصداع، جفاف الفم، انخفاض أو ازدياد الشهية واضطرابات النوم.

## الاستعمال الطبي

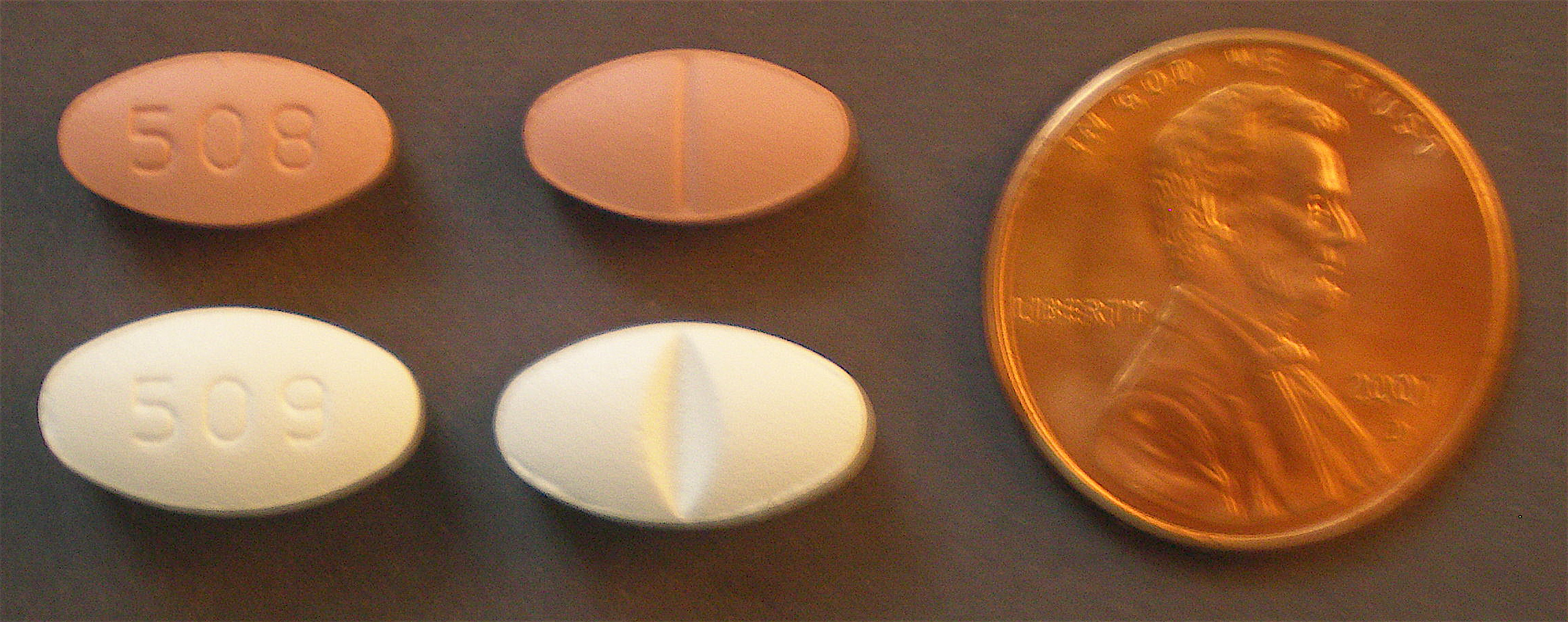
أقراص سيتالوبرام HBr فيها 20 ملغ (المرجانية، وبها علامة 508) و40 ملغ (أبيض، علامة 509)، وعملة الولايات المتحدة سنتا واحد (حجم 19.05 ملم / 0.75 بوصة)

### الاكتئاب
يُستَعمَل هذا الدَّواءُ لمُعالجة الاكتِئاب. يعد في المعهد الوطني للصحة والامتياز السريري العقار رقم 10 في علاج الاكتئاب لنجاعته وفعاليته من حيث التكلفة سيتالوبرام هو الخامس في الفعالية (بعد ميرتازابين، إسيتالوبرام، فينلافاكسين، وسيرترالين) والرابع في الفعالية من حيث التكلفة. واستندت نتائج الترتيب على التحليل التجميعي عن طريق اندريا تشبرياني. السِّيتالوبرام هو مثبِّطٌ انتقائي فعَّال لمنع إعادة امتِصاص السِّيروتونين إلى داخل الخلايا العصبية في الدِّماغ؛ وهذا ما يساعد السِّيروتونين على إطالة التَّأثير في الحالة المزاجيَّة، وعلى تخفيف الاكتئاب. كما يمكن أن يُستخدَم السِّيتالوبرام أيضاً في مُعالجةِ الاضطراب الوسواسي القهري واضطراب ما بعد الصَّدمة.

### اضطراب الهلع
مرخص السيتالوبرام في المملكة المتحدة ودول أوروبية أخرى  يُعطى الدَّواءُ عن طَريق الفَم بمقدار 20 ملغ/اليوم في البداية، مع زيادة الجرعة حتَّى 40 ملغ بالتَّدريج بعد أسبوع على الأقل، والجرعةُ العظمى هي 60 ملغ/اليوم، لكنَّها تُنقَص في المسنِّين والمُصابين باضطرابٍ كبدي.

### خروج الملصقة
وكثيرا ما يستخدم السيتالوبرام خارج نطاق النشرة الداخلية لعلاج القلق، اضطراب الهلع
ولكن ليسَ من المفهوم تماماً كيف يَعمل في هذه الحالات؛ كما يُفيد في مُعالجَةِ اضطراب القَلَق الاجتماعي (رُهاب المناسبات الاجتماعيَّة) واضطراب القَلَق العام واضطراب الهَلَع.

## الشكل الصيدلاني
أقراص الجرعة مرة واحدة في اليوم.
- الجرعة البدئية المقبولة هي 20 ملغ في اليوم. يمكن زيادة الجرعة بشكل تدريجي وصولا إلى جرعة قصوى مقدارها 60 ملغ في اليوم.
- بداية الفعالية 4 ساعات. يتم الشعور بالتأثير المضاد للاكتئاب كاملا بعد أسبوعين - أربعة أسابيع.
- مدة الفعالية 24 - 36 ساعة. بعد تناول الدواء لفترة طويلة يمكن أن يستمر تأثيره المضاد للاكتئاب حتى سنة واحدة.

## الكيمياء الفراغية
سيتالوبرام يتمتع بواحد مركز ستيريو، التي تكون 4 الفلور مجموعة فينيل N,N-dimethyl-3-aminopropyl مجموعة رابطة. ونتيجة لعدم التناظر، يوجد جزيء فيه (اثنان) أجزاء متماثلة أشكال جيم (صور متطابقة). وتسمى  S  - (+) - سيتالوبرام و R  - (-) - سيتالوبرام.
| S-(+)-citalopram   | R-(–)-citalopram   |
| S-(+)-citalopram   | R-(–)-citalopram   |
| (S)-(+)-citalopram | (R)-(–)-citalopram |

## تغذية
يجري تناولُ هذا الدَّواء في الصباح. يمكن تناولُ هذا الدَّواء على مَعدةٍ فارغة أو بعدَ تَناوُل الطَّعام، ولكن يُفضَّل تناولُه بعد الطَّعام إذا كان يَتَسبَّب في تَهيُّج أو اضطراب المعدة. يوصى بالامتناع عن شرب عصير الجريب فروت (Grapefruit). في حالات جفاف الفم، يوصى بمص حلوى دون سكر، أو الإكثار من شرب السوائل.

## الجرعة
- نسيان الجرعة يجب تناولها فور التذكر. إذا كان موعد تناول الوجبة التالية يحين خلال 6 ساعات (أو أقل)، يجب إهمال الوجبة المنسية، ثم تناول الوجبة التالية كالمعتاد.
- وقف الدواء يمنع التوقف عن تناول الدواء دون استشارة الطبيب. قد تعاود الاعراض الظهور مجددا.
- زيادة الجرعة  لا داعي للقلق من تناول وجبة زائدة عرضية. ولكن، إذا لوحظت أعراض خاصة أو إذا كانت الوجبة الزائدة كبيرة يجب التوجه بشكل فوري لتلقي مساعدة طبية.

## تحذيرات
- أثناء الحمل: في التجارب التي أجريت على الحيوانات، شوهدت تشوهات في الأجنة. لا تتوفر أبحاث كافية حول تأثير الدواء على النساء الحوامل. يجب استشارة الطبيب. من الفئة (C).
- الرضاعة: الدواء ينتقل إلى حليب الام ومن الممكن أن يؤثر على الطفل. يجب استشارة الطبيب.
- الأطفال والرضع لا ينصح باستعماله.
- كبار السن: من المحتمل أن تكون هنالك حاجة لتقليل الجرعة المعطاة.
- السياقة: يجب الامتناع عن السياقة حتى تتضح ماهية تأثير الدواء، حيث من الممكن أن يسبب ضبابية (طمس).
- العملية الجراحية والتخدير: يجب إبلاغ الطبيب الجراح أو الطبيب المخدر عن استعمال هذا الدواء.

## تأثيرات جانبية
- طفح جلدي.
- قيء.
- عجز جنسي.
- اسهال.
- صداع.
- تفكير بالانتحار.
- غثيان.
- جفاف فم.
- صعوبة في النوم.[13]

## المصدر
1. 1 2 3 4 5 6 7 8 9 10 11 12 13 14 15 16 17 18 19 20 21 22 23 24 25 26 27 28 29 30 31 32 33 34 35 36 37 38 39 40 41 42  Shobha Phansalkar; Amrita A Desai; Douglas Bell; Eileen Yoshida; John Doole; Melissa Czochanski; Blackford Middleton; David W Bates (26 Apr 2012). "High-priority drug-drug interactions for use in electronic health records". Journal of the American Medical Informatics Association (بالإنجليزية). 19 (5): 735–743. DOI:10.1136/AMIAJNL-2011-000612. ISSN:1067-5027. PMC:3422823. PMID:22539083. QID:Q17505343.
2. 1 2 3 4 5 6 7 8 9 10 11 12 13 14 15 16 17 18 19 20 21 22 23 24 25 26 27 28 29 30 31 32 33 34 35 36 37 38 39 40 41 42 43 44 45 46 47 48 49 50 51 52 53 54 55 56 57 58 59 60 61 62 63 64 65 66 67 68 69 70 71 72 73 74 75 76 77 78 79 80 81 82  Simon Maskell; Munir Pirmohamed (4 Mar 2022). "A reference set of clinically relevant adverse drug-drug interactions". Scientific Data (بالإنجليزية). 9 (1). DOI:10.1038/S41597-022-01159-Y. ISSN:2052-4463. QID:Q123478206.
3. 1 2 3 4 5 6 7 8 9 10 11 12 13 14  Simon Maskell; Munir Pirmohamed (4 Mar 2022). "A reference set of clinically relevant adverse drug-drug interactions". Scientific Data (بالإنجليزية). 9 (1). DOI:10.1038/S41597-022-01159-Y. ISSN:2052-4463. QID:Q123478206.
4. 1 2 3 4 5 6 7 8 9 10 11 12 13 14 15 16 17 18 19 20 21 22 23 24 25 26 27 28 29 30 31 32 33 34 35 36 37 38 39  Simon Maskell; Munir Pirmohamed (4 Mar 2022). "A reference set of clinically relevant adverse drug-drug interactions". Scientific Data (بالإنجليزية). 9 (1). DOI:10.1038/S41597-022-01159-Y. ISSN:2052-4463. QID:Q123478206.
5. 1 2 3 4 5 6 7 8  Drug Indications Extracted from FAERS، DOI:10.5281/ZENODO.1435999، QID:Q56863002
6. 1 2  "Celexa (citalopram hydrobromide) Tablets/Oral Solution" (PDF). Prescribing Information. Forest Laboratories, Inc. مؤرشف من الأصل (pdf) في 2014-10-21.
7. ↑  Nemeroff، CB (2012). Management of Treatment-Resistant Major Psychiatric Disorders. USA: Oxford University Press. ص. 30. ISBN:978-0199739981.
8. ↑  National Institute for Health and Clinical Excellence. Depression: The treatment and management of depression in adults. Clinical guideline 90. London:NICE;2009
9. ↑  دُوِي:10.1016/S0140-6736(09)60046-5
This citation will be automatically completed in the next few minutes. You can jump the queue or expand by hand
10. ↑  Urząd Rejestracji Produktów Leczniczych, Wyrobów Medycznych i Produktów Biobójczych (Office for Registration of Medicinal Products, Medical Devices and Biocides) نسخة محفوظة 8 نوفمبر 2013 على موقع واي باك مشين. [وصلة مكسورة]
11. ↑  British National Folmulary نسخة محفوظة 5 نوفمبر 2013 على موقع واي باك مشين.
12. ↑  Hellerstein، DJ؛ Batchelder، S؛ Miozzo، R؛ Kreditor، D؛ Hyler، S؛ Gangure، D؛ Clark، J (2004). "Citalopram in the treatment of dysthymic disorder". Int Clin Psychopharmacol. ج. 19: 143–8. DOI:10.1097/00004850-200405000-00004.
13. ↑  ويب طب - WebTeb - معلومة اثق بها نسخة محفوظة 23 نوفمبر 2017 على موقع واي باك مشين.

## وصلات خارجية
- Celexa product page on Forest Laboratories web site
- Cipramil Patient Information Leaflet
- U.S. National Library of Medicine: Drug Information Portal - Citalopram
- Citalopram on PubMed Health
- Celexa page on GoodRx.com drug price transparency web site